# 수도 (창원시)
수도(水島)는 경상남도 창원시 진해구 수도동의 부속 섬으로서, 창원시 죽곡동 해안에서 남동쪽으로 약 1.5km인 해상에 위치한다. 물이 맑아 '수도'로 불리며, 한려해상국립공원의 일부이다. 주민들은 농업과 어업에 종사하며, 콩· 고구마 등을 생산하고, 연근해에서 낙지의 어획 및 피조개 양식이 이루어진다. 섬 주민들이 자체적으로 나룻배를 운행하여 육지와 수시로 왕래하였다. 현재 웅천경제자유구역 건설에 따라 육지가 되었다.